# Ruis (krets)
Kreiz Ruis (tyska), circul da Rueun (standardrätoromanska) eller cumin da Rueun (sursilvansk rätoromanska) var en krets i distriktet Surselva i den schweiziska kantonen Graubünden. Dess område minskades väsentligt år 2014, då kommunerna Pigniu, Rueun och Siat avskaffades och införlivades med Ilanz/Glion i grannkretsen Ilanz/Foppa. Därmed låg den by som gett kretsen dess namn inte längre kvar inom dess geografiska område. Den 31 december 2015 avskaffades kretserna i Graubünden.
I Obersaxen är tyska huvudspråk, i de två andra kommunerna rätoromanska. Vid reformationen gick kyrkan i Waltensburg/Vuorz över till den reformerta läran, medan de övriga förblev katolska.

## Indelning
Ruis var från och med 2014 indelat i 3 kommuner:
| Vapen             | Kommun            | Invånare (2012-12-31) | Yta i km² | Kommunkod |
| ----------------- | ----------------- | --------------------- | --------- | --------- |
| Andiast           | Andiast           | 213                   | 13,63     | 3611      |
| Obersaxen         | Obersaxen         | 825                   | 61,77     | 3612      |
| Waltensburg/Vuorz | Waltensburg/Vuorz | 349                   | 32,31     | 3616      |